# Шлир (геология)
Шли́р (нем. schliere — грязь, мергель; англ. schlier и англ. schlieren texture) — участок массива, отличный по структуре и составу от слагающих массив интрузивных пород и имеющий с последними постепенные переходы. Формирование шлиров связывается с изначальной неоднородностью магмы или со стадийным внедрением расплавов различного состава. Это скопление минералов в магматической породе, отличающееся от остальной массы другими количественными соотношениями минералов или структурой. Между шлиром и вмещающей породой постепенный переход, чем шлир отличается от ксенолитов. Термин введён в 1877 году, применяется для обозначения неоднородности породы или льда. Может напоминать отпечатки ископаемых листьев.
В технике шлир — стекловидное включение в виде капли.

## Типы шлиров
- Инъекционные шлиры или жилы (интрузивные внедрения)
- Конституционные шлиры или участки первичной неоднородности магмы
- Интрузивные шлиры
- Конкреционные шлиры
- Гистерогенетические шлиры или выпотевания